# Île de Bere
Pour les articles homonymes, voir Bere.
L'île de Bere est une île au sud de la péninsule de Beara dans la baie de Bantry,  comté de Cork en Irlande. 
L'île fait environ 18 km2 et a une population de moins de 200 habitants en 2016.

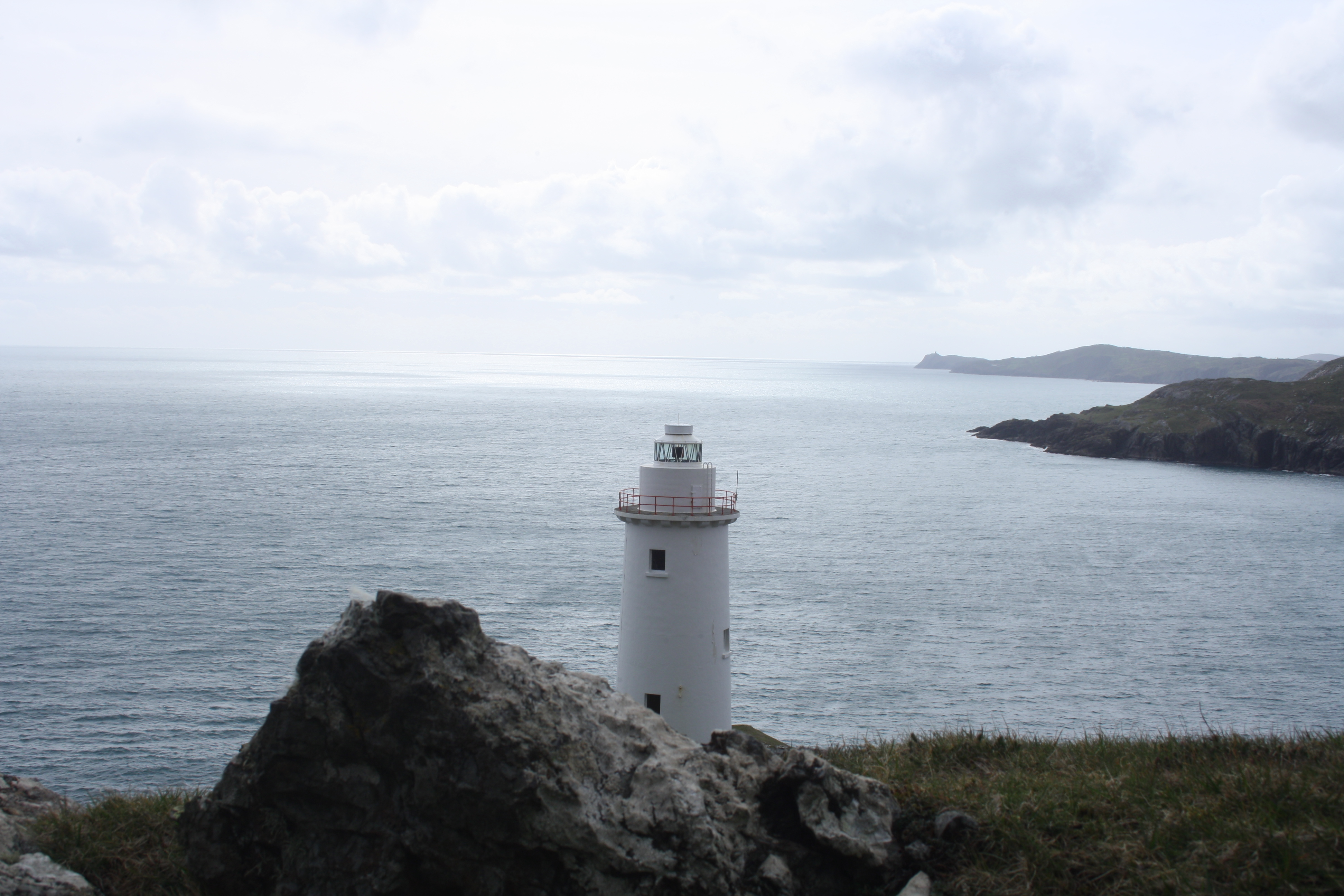
Phare de Ardnakinna.

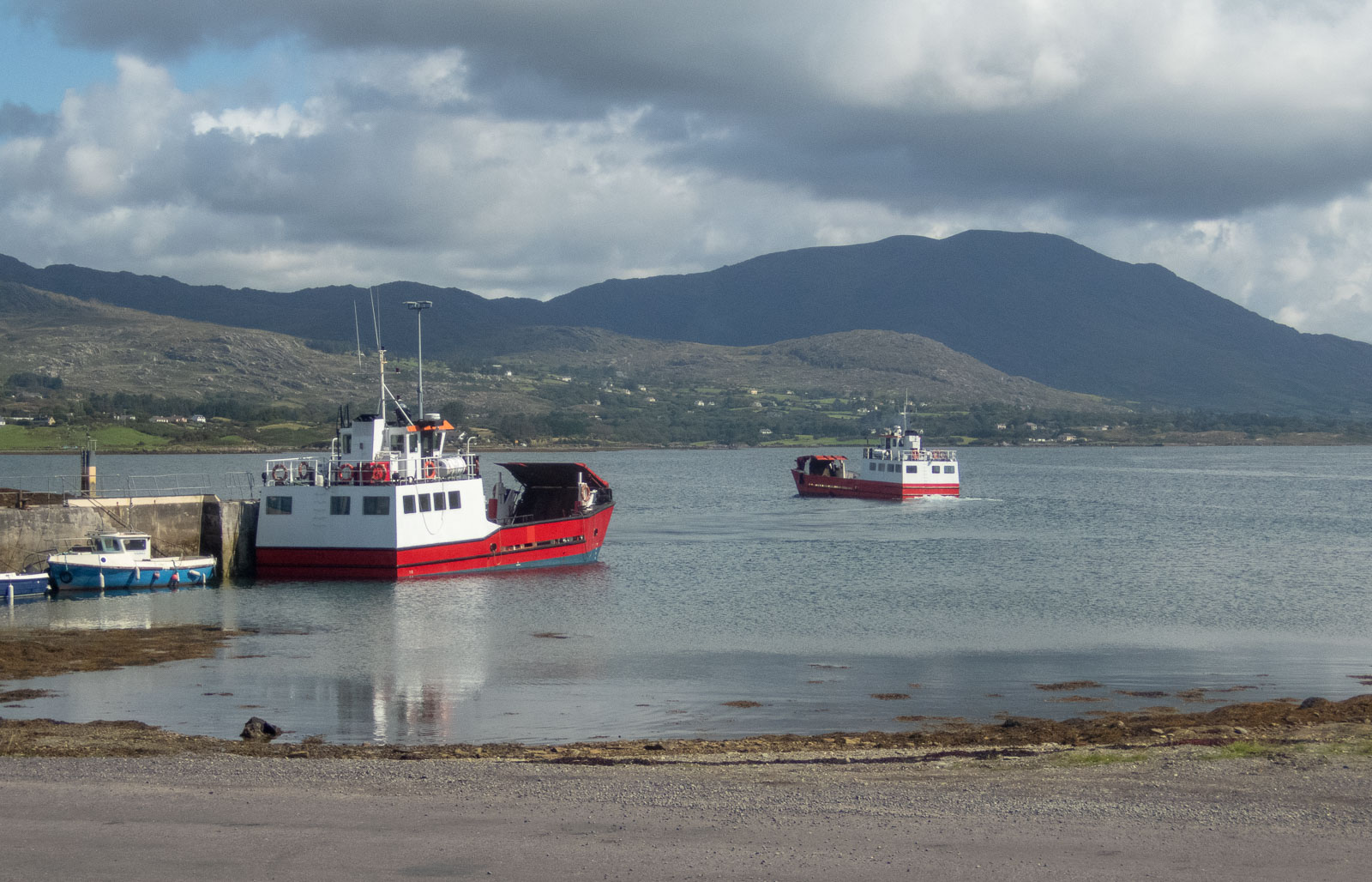
Un ferry de l'île de Bere.

On y trouve le phare de Ardnakinna.